# Іванищі (Владимирська область)
Іванищі (рос. Иванищи) — селище у Гусь-Хрустальному районі Владимирської області Російської Федерації.
Входить до складу муніципального утворення Муніципальне утворення «Селище Іванищі». Населення становить 1945 осіб (2010).

## Історія
Населений пункт розташований на землях фіно-угорського народу мещери.
Від 1929 року належить до Гусь-Хрустального району. Спочатку у складі Івановської промислової області, а від 19 серпня 1944 року — Владимирської області.
Згідно із законом від 25 травня 2005 року входить до складу муніципального утворення Муніципальне утворення «Селище Іванищі».

## Населення
| 1859  | 1905  | 1926  | 1959  | 1970  | 1979  | 1989  |
| ----- | ----- | ----- | ----- | ----- | ----- | ----- |
| 266   | ↗700  | ↗1078 | ↗1805 | ↗2250 | ↘2228 | ↗2244 |
| 2002  | 2010  |       |       |       |       |       |
| ↘2199 | ↘1945 |       |       |       |       |       |